# Leonhard Fredrik Rääf
Leonhard Fredrik Rääf i Småland, "Ydredrotten", född 18 september 1786 på gården Tomestorp i Kisa socken, Östergötland, död 9 juni 1872 på Forsnäs gård i Sunds socken, Östergötlands län, var en svensk författare, folkvisesamlare, fornforskare, kammarjunkare, riksdagsman, godsägare och statsrevisor.

## Biografi
Rääfs far lät sonen undervisas i hemmet och redan vid 16 års ålder blev Rääf student vid Uppsala universitet. 1805 avlade Rääf kansliexamen. Under studieåren i Uppsala kom han i kontakt med romantikens företrädare, till exempel Per Daniel Amadeus Atterbom. Han fick anställning på ett statligt verk i Stockholm, men fortsatte ännu några år sina Uppsalastudier, omväxlande med tjänstgöring i krigsexpeditionen. Rääf disputerade 1807 under Fants presidium på Peder Hammarskiölds leverne. Han var extra ordinarie kanslist i krigsexpeditionen 1805–1810. Rääf var också politiker, ledamot av riksdagen (ridderskapet och adeln) 1809–10, 1840–41, 1850–51. 
Han utgav medeltida handskrifter tryckta i sex band, det så kallade L F Rääfs diplomatarium. Vidare samlade han folkvisor tillsammans med Arvid August Afzelius och utgav Svenska fornsånger 1834–42. Som etnograf och kulturhistoriker utgav han det alltjämt viktiga arbetet "Samlingar och anteckningar till en beskrifning öfver Ydre härad i Östergöthland" i fem band 1856–75. När Svenskt Diplomatarium skulle börja utges, var kammarjunkaren Rääf bland dem, som deltog vid planens uppgörande och arbetets första utförande, och han fortsatte understödja fortgången av detta stora källarbete, inte minst genom att själv samla bortåt tusen diplom, vilka han avskrev till utgivarens förfogande. Därtill bidrog han till det historiska studiet genom sin avhandling i svensk diplomatik, en handledning för den, som vill ägna sig åt studiet av svenska medeltidshandlingar och brev.
Från Tomestorp hade han flyttat till Millingetorp, därifrån till Bulsjö och slutligen, 1843, till Forsnäs – alla gårdar i södra Östergötland – där han sedan hade sitt hem, intill sin död 1872. Under första hälften av 1800-talet var hans hem också sommarbostad åt en stor del av den dåvarande svenska kultureliten, såsom Gudmund Jöran Adlerbeth, Per Daniel Amadeus Atterbom, Erik Drake, Joachim Nicolas Eggert, Daniel Georg Ekendahl, Lorenzo Hammarsköld, Samuel Hedborn, Clas Livijn och Vilhelm Fredrik Palmblad samt den dansken historikern Christian Molbech, vilka bodde hos Rääf under kortare eller längre perioder. 
Han blev ledamot av Kungliga Samfundet för utgivande av handskrifter rörande Skandinaviens historia 1828, Kungliga Vitterhets Historie och Antikvitets Akademien 1829, Kungliga Vetenskapsakademien 1861. Medlem i Götiska förbundet 1811.
För eftervärlden är han kanske mest känd för sin utpräglade konservatism och sitt motstånd till landets modernisering. I riksdagen motionerade han till exempel emot maskinella kommunikationer med järnväg och ångbåt och levde själv i en kultur- och idévärld inspirerad av Olof Rudbeck och den fornnordiska historien. Han motsatte sig också de förslag till mildring av strafflagen som förkämparna för en ny tid lade fram. Kåken och skampallen var för honom vördnadsvärda institutioner.
Sina konservativa principer försökte han också förverkliga i sin privata livsföring. Han dyrkade forntiden så kraftigt att han inte ville veta av sådana nymodigheter som tändstickor utan med oböjlig envishet brukade stål och flinta ända till sin död.
Leonhard Fredrik Rääf tillhörde ätten Rääf i Småland. Han var son till häradshövdingen, med lagmans titel, Leonard Henrik Rääf i Småland och Hedvig Charlotta Grönhagen. Leonhard Fredrik Rääf var gift med Christina Jacobina (Jacquette) von Heijne (1801–1863) och far till Bengt Rääf. Hans grav återfinns på Forsnäs gård. Hans syster Charlotta Eleonora Rääf i Småland (1785–1821) var gift med Carl Åke Hammarskjöld (1768–1848). Deras sonson var Hjalmar Hammarskjöld, som i sin tur var far till Dag Hammarskjöld.

### Redaktörskap
- Svenska skrock och signerier. Kungl. Vitterhets-, historie- och antikvitetsakademiens handlingar. Filologisk-filosofiska serien, 0083-677X ; 4. Stockholm: Almqvist & Wiksell. 1957. Libris 473601 - Samlade av Leonhard Fredrik Rääf ; med inledning och anmärkningar utgivna av K. Rob. V. Wikman.
- Skrock och svart magi. Stockholm: Tiden. 1995. Libris 7422066. ISBN 91-550-4155-8 - Samlat av Leonhard Fredrik Rääf. I urval av Christer Topelius.